# De bruiloft te Kana

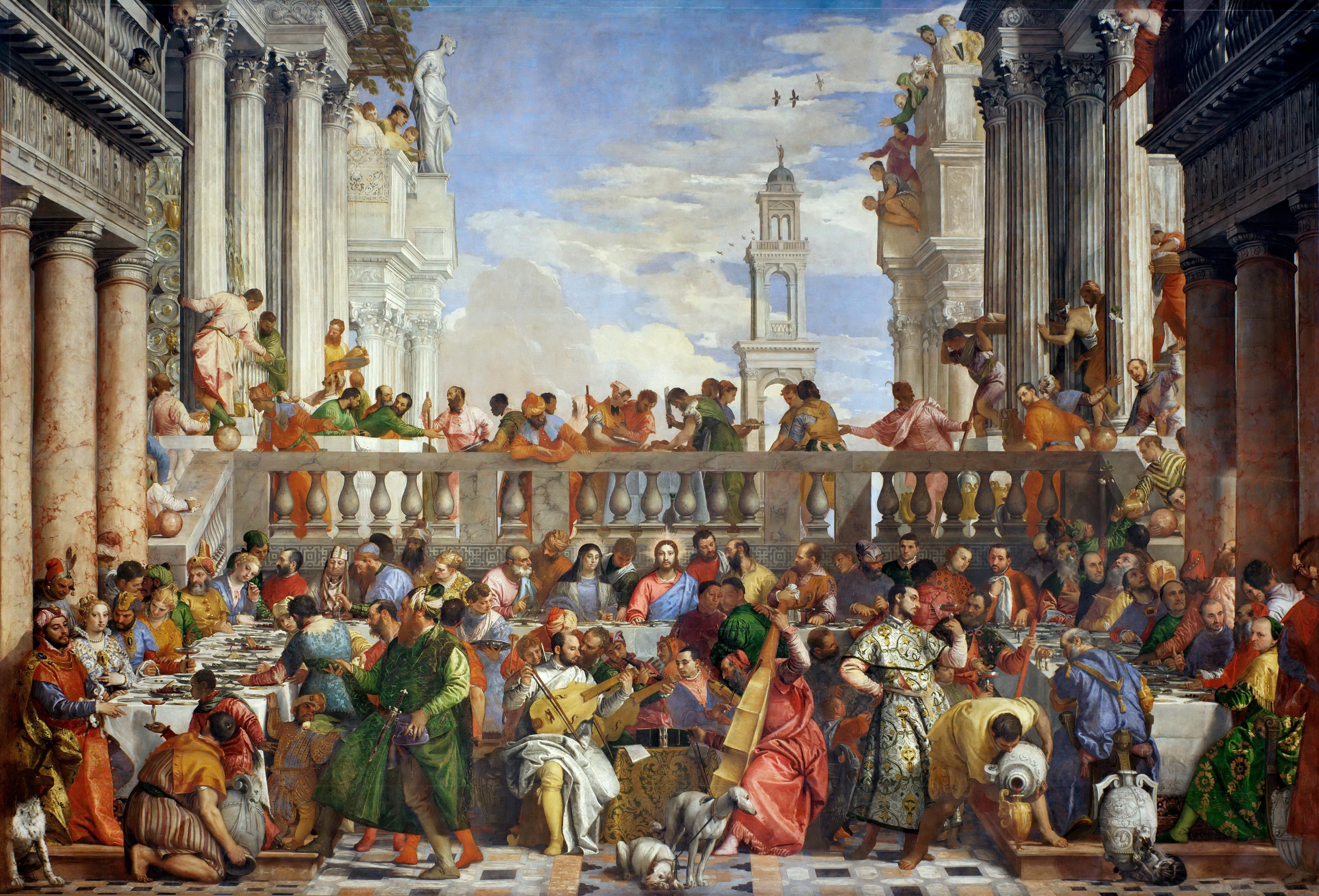
De bruiloft te Kana door Paolo Veronese (tweede helft 16e eeuw)

De bruiloft te Kana is een schilderij uit 1563 van Paolo Veronese, bewaard in het Louvre te Parijs. Het meet 6,77 × 9,94 m en is daarmee het grootste werk in het Louvre.
Het werk toont het verhaal van de bruiloft te Kana, zoals dat in de Bijbel wordt verteld in het Evangelie volgens Johannes 2:1-11. Jezus verricht hier zijn eerste wonder, waarbij hij water in wijn verandert.
Het is een figuratief, fysioplastisch schilderij, ook is er een gebruik van lineaire contouren.

## Stijl

### Kleurgebruik
Er is sprake van overvloedig kleurgebruik. Er wordt gebruikgemaakt van vele felle kleuren. Dit toont de rijkdom van de kunstenaar, zijn mecenas en de stad aan.
Ook valt er een licht kleurenperspectief op te merken naar de zijkanten toe. Hierin valt op dat deze personages niet uitgewerkt zijn en getekend met grauwere kleuren.
Dankzij het perspectief vallen de centrale kleuren ook in een bepaald patroon. Tijdens de restauratie na 1989 werd een rode overschildering van het kleed van de ceremoniemeester verwijderd zo dat de oorspronkelijke felle groene tint weer zichtbaar werd. Veel kunstenaars protesteerden hier tegen.

### Beeldassen
De horizontale beeldassen worden vertegenwoordigd door de armleuning, door de vloer, de tafel en de hoofden. Deze assen brengen rust in het schilderij. De verticale assen manifesteren zich in de vorm van de zuilengalerijen, de kerktoren, de rechtop lopende mensen en de versieringen in de armleuningen. Deze verticale assen zorgen voor een statisch schilderij. Wanneer deze assen gecombineerd worden krijgen we een evenwichtig schilderij.

### Compositie
Er kan gesproken worden van een gebroken symmetrische compositie. Hierin verkrijgen we langs de ene kant een symmetrie van de personages, de zuilengalerijen, de armleuning en de tafel. Deze symmetrie wordt doorbroken door de kerktoren, die niet gecentreerd werd.

### Perspectief
Langs de ene kant merkt men een licht kleurenperspectief op, die de figuren op de voorgrond beter inkleurt dan die aan de zijkanten. Langs de andere kant wordt een perspectief gegenereerd door middel van een vluchtpunt. Hierin speelt de armleuning links, de tafel en de zuilengalerij een grote rol. Het vluchtpunt bevindt zich in het centrum, wat voldoet aan de symmetrische compositie. Ten slotte wordt het perspectief bekrachtigd door het gebruik van de techniek “overlappen” waarbij de figuren op de achtergrond altijd achter de figuren op de voorgrond gezien worden.

## Inhoud
De schilder is vrij trouw gebleven aan het Bijbelverhaal. Zoals gebruikelijk in die tijd werden meerdere fases uit het verhaal toch in een moment vastgelegd in hetzelfde schilderij (simultaanvoorstelling). Ook hier is dit van toepassing: rechtsonder is te zien hoe de dienaren bemerken dat er wijn in de vaten zit, terwijl linksonder al een dienaar de wijn gaat overhandigen aan de tafelmeester. Jezus bevindt zich in het midden aan de tafel in een aureool van licht en links van hem (aan zijn rechterkant) zien we zijn moeder Maria. De klederdracht valt ook in het oog. Zo zien we vele mannen in Oosterse gewaden. Deze voorstelling is ongewoon aan de onze waarin we ons de Joden uit de tijd van Christus altijd voorstellen als mannen gekleed zoals hun bezetters, de Romeinen. Hoogstwaarschijnlijk heeft de schilder zich sterk laten inspireren door de klederdracht van zijn eigen tijd.

## Trivia
- Het werk De bruiloft te Kana is het grootste uit de collectie van het Louvre te Parijs, en dat blijkt niet altijd in zijn voordeel te zijn. Door zijn omvang is het onmogelijk om het doek strak te spannen, want daardoor wordt het blootgesteld aan grote krachten. Voortdurend bestaat de angst dat het doek begint te scheuren. Om dit tegen te gaan heeft het Louvre een aantal investeringen gedaan waarbij men in de muur achter het doek kan kruipen zodat onderzoekers zijn staat kunnen onderzoeken en eventuele scheuren kunnen vermijden. Ook kan men met behulp van kranen het zware doek, dat enkele tonnen weegt, met zijn zware kader optillen om het te onderzoeken in het laboratorium van het museum.